# پونس، پورتوریکو
پونس (به انگلیسی: Ponce) یک منطقهٔ مسکونی در ایالات متحده آمریکا است که در پورتوریکو واقع شده‌است. پونس ۱۶۶٬۳۲۷ نفر جمعیت دارد و ۱۶ متر بالاتر از سطح قرار دارد.